# Face of Mankind
『Face of Mankind』（フェイス　オブ　マンカインド）とは、Duplex Systemsが製作したMMORPGである。